# Mobipocket
Il Mobipocket (.mobi) è uno standard specifico per la pubblicazione di libri digitali (eBook) creato dalla Mobipocket SA, società francese fondata nel marzo 2000 e acquistata da Amazon nel 2005, che produce anche il Mobipocket Reader, un e-book reader software per PDA, smartphones, telefonini e sistemi operativi desktop.
Il formato si basa sulla Open eBook standard utilizzando XHTML e può includere anche JavaScript e cornici. Supporta anche SQL.

## Mobipocket Reader
Il Mobipocket Reader è un software per la lettura di e-book che dispone di una propria biblioteca personale. I lettori possono aggiungere pagine vuote in qualsiasi parte di un libro e aggiungere disegni a mano libera. Annotazioni - highlights, segnalibri, correzioni, note e disegni - possono essere applicati, organizzati, e richiamati da una singola postazione. Le immagini vengono convertiti in formato GIF ed avere una dimensione massima di 64 KB, sufficiente per telefoni cellulari con schermi di piccole dimensioni, ma piuttosto restrittive per i dispositivi moderni. Mobipocket Reader ha segnalibri elettronici e un dizionario integrato.
Il lettore dispone di una modalità a schermo intero per la lettura e il supporto per molti PDA e Smartphones. I prodotti Mobipocket supportano la maggior parte dei sistemi operativi Windows, Symbian, BlackBerry e Palm, ma non la piattaforma Android. Utilizzando WINE, il lettore funziona anche sotto Linux o macOS. Le applicazioni di terze parti, come Okular e FBReader, possono essere utilizzati anche sotto Linux o Mac OS X, ma funzionano solo con i file crittografati.
Il formato AZW di Amazon Kindle è fondamentalmente il formato Mobipocket leggermente modificato. Il formato Kindle AZW manca anche di alcune caratteristiche di Mobipocket come il JavaScript.
Amazon ha sviluppato un convertitore da ePub a .mobi chiamato KindleGen.